# Crocidosema blackburnii
Crocidosema blackburnii es una especie de mariposa del género Crocidosema, familia Tortricidae.
Fue descrita científicamente por Butler en 1881.